# 106x607mmR
106x607mmR — калибр выстрелов (M344 High-Explosive Anti-Tank (HEAT) и M344A1 High-Explosive Anti-Tank (HEAT)) к безоткатному орудию M40, производимых в США, Австрии, Швеции, Испании и Италии.
Боеприпасы: Для стрельбы из безоткатного орудия М40 используются унитарные выстрелы, разработаны несколько вариантов боеприпасов:
- M368 — практический выстрел с инертной боевой частью, применяется для обучения стрельбе;
- M344 High-Explosive Anti-Tank (HEAT) — кумулятивный противотанковый выстрел (снят с вооружения, не производится). Масса выстрела — 16,711 кг; масса боевой части — 7,9 кг; длина выстрела — 998,5 мм; начальная скорость снаряда ~ 500 м/с; дальность эффективной стрельбы — до 1200 м.
- M344A1 High-Explosive Anti-Tank (HEAT) — кумулятивный противотанковый выстрел. Масса боевой части — 7,9 кг; начальная скорость снаряда — 503 м/с; дальность эффективной стрельбы — 1350 м.
- M346A1 High Explosive Plastic-Tracer (HEP-T) — бронебойно-фугасный выстрел, представляет собой контейнер с зарядом пластичной взрывчатки «Composition A3». Масса боевой части — 7,9 кг; начальная скорость снаряда — 498 м/с.
- M344A1 High-Explosive Anti-Tank (HEAT) — кумулятивный противотанковый выстрел. Масса боевой части — 7,9 кг; начальная скорость снаряда — 503 м/с; дальность эффективной стрельбы — 1350 м.
- M581 Antipersonnel (Canister) — противопехотный осколочно-трассирующий выстрел, представляет собой тонкостенный контейнер, который содержит 6000 шт. поражающих элементов в виде стальных стрелок массой 13 гран.
- RAT 700 — кумулятивный противотанковый выстрел.
- M-DN11 — фугасный выстрел;
- PFF — осколочно-фугасный выстрел, предназначен для борьбы с пехотой, небронированной и легкобронированной техникой.
- 106 3A — кумулятивный противотанковый выстрел. Производится корпорацией «Bofors». Бронепробиваемость — 700 мм.

Боеприпасы к М40 также производились и производятся в Австрии, Франции, Швеции и некоторых других странах.
Задействованные структуры:
- Боеприпасы
- Гильза — Temco, Inc., Нэшвил, Теннесси; FMC Corp., Сан-Хосе, Калифорния; Harvey Aluminum Sales, Inc., Торренс, Калифорния; Kisco Co., Inc., Сент-Луис, Миссури;
- Снаряд — Firestone Tire & Rubber Co., Акрон, Огайо; Northrop Corp., Nortronics Div., Анахайм, Калифорния; Whirlpool Corp., Эвансвилл, Индиана;
- Хвостовик — Temco, Inc., Нэшвил, Теннесси;
- Взрыватель — Hamilton Watch Co., Ланкастер, Пенсильвания.